# Sarah Fillier
Sarah Fillier (née le 9 juin 2000 à Georgetown, dans la province de l'Ontario) est une joueuse canadienne de hockey sur glace. Elle évolue au poste d'attaquante dans la ligue féminine universitaire.
Fillier remporte une médaille d'or aux Jeux olympiques de Pékin en 2022 et une médaille d'or en 2021 au championnat du monde féminin.

## Biographie

### Carrière en ligue
Fillier commence sa carrière universitaire lors de la saison 2018-2019 au sein de l'Université de Princeton, qui joue dans le championnat universitaire NCAA . Pour sa première année, elle inscrit 57 points ce qui la place en première position des pointeuses du championnat NCAA. Sa performance lui vaut également d'être nommée meilleure recrue de le Ivy League, meilleure recrue de la division ECAC  et de terminer la saison parmi les nommées pour le Trophée Patty-Kazmaier. Dès la seconde saison, elle est nommée capitaine de l'équipe, inscrivant à nouveau 57 points et nommée pour le Trophée Patty-Kazmaier.
Elle met entre parenthèses sa saison 2020-2021 pour participer au cycle de préparation olympique à Calgary.

### En équipe nationale
Sarah Fillier commence sa sélection en équipe nationale canadienne en 2017 à tout juste 16 ans, à l'occasion des championnats du monde des moins de 18 ans. Malgré son âge, elle inscrit déjà trois buts lors du tournoi et remporte une médaille d'argent. L'année suivante, elle réussit l'exploit de jouer la même année en équipe moins de 18 ans, moins de 22 ans et sénior, respectivement pour les championnats du monde, la série d'été face aux États-Unis puis la Coupe des quatre nations . Sélectionnée à nouveau en 2019, elle brille particulièrement à l'occasion des championnats du monde 2020 (reportés en 2021) en inscrivant trois buts et trois assistances en sept matchs.
Elle est qualifiée dans l'équipe canadienne en janvier 2022 pour participer aux Jeux olympiques d'hiver de 2022, à Pékin . Avec son équipe, elle franchit le tour préliminaire en s'y distinguant particulièrement, au point d'être appelée « la meilleure hockeyeuse de sa génération ». Elle marque deux buts pour son premier match olympique, contre la Suisse, et en marque deux autres au match suivant, contre la Finlande.
Elle remporte ensuite les quarts de finale face à la Suède, puis la demi-finale face à la Suisse, et la finale le 17 février contre les États-Unis par trois buts à deux, gagnant ainsi la médaille d'or olympique.

### Vie personnelle
Elle joue au sein des Tigers de Princeton avec sa sœur jumelle, Kayla Fillier .

## Statistiques

### En club
| Saison      | Équipe              | Ligue       |     | Saison régulière | Saison régulière | Saison régulière | Saison régulière | Saison régulière |   | Séries éliminatoires | Séries éliminatoires | Séries éliminatoires | Séries éliminatoires | Séries éliminatoires |
| Saison      | Équipe              | Ligue       | PJ  | B                | A                | Pts              | Pun              | PJ               | B | A                    | Pts                  | Pun                  |                      |                      |
| 2018-2019   | Tigers de Princeton | NCAA        | 29  | 22               | 35               | 57               | 30               |                  |   |                      |                      |                      |                      |                      |
| 2019-2020   | Tigers de Princeton | NCAA        | 31  | 22               | 35               | 57               | 34               |                  |   |                      |                      |                      |                      |                      |
| 2020-2021   | Tigers de Princeton | NCAA        | 0   | 0                | 0                | 0                | 0                |                  |   |                      |                      |                      |                      |                      |
| 2022-2023   | Tigers de Princeton | NCAA        | 31  | 19               | 18               | 37               | 39               |                  |   |                      |                      |                      |                      |                      |
| 2023-2024   | Tigers de Princeton | NCAA        | 29  | 30               | 13               | 43               | 26               |                  |   |                      |                      |                      |                      |                      |
| 2024-2025   | Sirens de New York  | LPHF        | 30  | 13               | 16               | 29               | 35               |                  |   |                      |                      |                      |                      |                      |
| Totaux NCAA | Totaux NCAA         | Totaux NCAA | 120 | 93               | 101              | 194              | 129              |                  |   |                      |                      |                      |                      |                      |

### En équipe nationale
| Année | Équipe          | Compétition                   |   | PJ | B | A  | Pts | Pun | +/-                |  | Résultat |
| 2017  | Canada - 18 ans | Championnat du monde - 18 ans | 5 | 3  | 0 | 3  | 4   | +4  | Médaille d'argent  |  |          |
| 2018  | Canada - 18 ans | Championnat du monde - 18 ans | 6 | 1  | 4 | 5  | 6   | +3  | Médaille de bronze |  |          |
| 2021  | Canada          | Championnat du monde          | 7 | 3  | 3 | 6  | 6   | +6  | Médaille d'or      |  |          |
| 2022  | Canada          | Jeux olympiques               | 7 | 8  | 3 | 11 | 0   | +13 | Médaille d'or      |  |          |
| 2022  | Canada          | Championnat du monde          | 7 | 5  | 6 | 11 | 6   | +4  | Médaille d'or      |  |          |
| 2023  | Canada          | Championnat du monde          | 7 | 7  | 4 | 11 | 2   | +9  | Médaille d'argent  |  |          |

## Honneurs personnels

### En équipe nationale
- Nommée dans le top 3 de son équipe pour le championnat du monde - 18 ans 2018.